# إمزي أوكوزول (إبولال إمورا)
إمزي أوكوزول هو دُوَّار يقع بجماعة إيموزار، عمالة أكادير إدا وتنان، جهة سوس ماسة في المملكة المغربية. ينتمي الدوّار لمشيخة إبولال إمورا التي تضم 7 دواوير. يقدر عدد سكانه بـ 119 نسمة حسب الإحصاء الرسمي للسكان والسكنى لسنة 2004.

## روابط خارجية
- البوابة الوطنية للجماعات الترابية
- المندوبية السامية للتخطيط